# Magda Laurell
Eva Hedda Magdalena (Magda) Laurell, född Ingelman-Sundberg 7 december 1919 i Amsbergs församling i Kopparbergs län, död 13 juni 2012 i Siljansnäs församling i Dalarnas län, var en svensk konstnär.
Laurell studerade först konst under 7,5 år vid Arbetarnas bildningsförbunds målarskola i Borlänge och har haft Donald William-Olsson, Åke Pernby, Louis Lindholm, Tore Hultkranz och Gunnar Haking som lärare i måleri och Gabriel Gezelius som lärare i skulptur, hon har därefter läst konsthistoria vid Stockholms Universitet.
Hon har medverkat i utställningar i Teaterfoajén Falun i Borlänge, Gropen och Wallingården i Stora Tuna, Sparbanken Leksand och under Himlaspelet i Leksand, Järfälla artotek, Galleri Sveabrunn i Stockholm och på Uppsala Hemslöjd. 
Bland hennes offentliga uppdrag märks förlagor till kormattor, vägglampetter och ett bårtäcke för Siljansnäs kyrka.
Hennes konst består av över 200 porträtt i olja, realistiska och expressionistiska landskap i akvarell och olja samt teckningar. 
Laurell är representerad vid Svea hovrätt, Karolinska sjukhusets Nobelsal, Barkarby-Skälby församling, Siljansnäs församling och kyrka, Gagnefs kyrka, Skedvi kyrka samt Borlänge läroverk och Borlänge kommun.